# Verrauhen
Von verrauhen spricht man, wenn ein Gang (Geologie) bei seiner Verfolgung an Mineralen ärmer wird und das taube Gestein im Verhältnis zum Erz immer mehr zunimmt.